# 흐르는 강물처럼 (드라마)
《흐르는 강물처럼》은 2002년 11월 2일부터 2003년 4월 20일까지 방영된 SBS 주말극장인데 극중 김도현(장용 분)의 동생 김지현(박상원 분)이 사실은 숨겨둔 아들이라는 것이 밝혀진 뒤 시청자들로부터 "왜?"란 글이 빗발쳤으며 김남주가 여주인공 물망에 한때 거론됐으나 CF 모델 일에만 전념하겠다고 하여 고사했다.

## 등장 인물
- 장용 : 김도헌 역
- 고두심 : 박순애 역
- 박상원 : 김지헌 역
- 김주혁 : 김석주 역
- 김지수 : 박상희 역
- 이민영 : 박동희 역
- 한다감 : 김경주 역
- 이주현 : 영욱 역
- 정욱 : 외할아버지 역
- 강부자 : 영욱 할머니 역
- 김해숙 : 상희 모 역
- 송기윤 : 외삼촌 역
- 선우은숙 : 외숙모 역
- 신은정 : 소라 역
- 송지영
- 정성윤
- 정명준
- 한지안

## 참고 사항
- 극단적인 언어폭력 문제를 지적하는 기사가 있었다.[3]

## 제작에 관해
- 처음 기획안은 70년대 시골에서 시작하는 두 여자와 한 남자의 슬픈 러브스토리였던 멜로드라마 <사계>였으나 월드컵 4강 신화를 이루고 진취적인 드라마가 상승세를 탈 때라 시대극이 너무 어둡고 칙칙할 것이란 우려가 제기되자[4] 노총각 플레이보이 삼촌을 둔 가정에서 삼촌이 아들로 밝혀진다는 출생의 비밀을 간직한 현대 가족드라마로 변경시켰으며 제목도 <금빛 물고기>로 바뀌었다가 우여곡절 끝에 해당 작품으로 제목이 간신히 결정됐다.

## 시간대 변경
- 2003년 3월 29일 - 6시 50분부터 축구 국가대표 평가전 <한국 VS 콜롬비아> 중계 편성에 따라[5] 9시 30분으로 갔으며 8 뉴스는 8시 55분, 천년지애는 10시 30분, 그것이 알고싶다는 밤 11시 35분, <사랑과 이별>은 밤 12시 35분으로 이동
- 2003년 4월 5일 - 7시부터 축구 올림픽 대표 평가전 <한국 VS 코스타리카> 중계 편성에 따라[6] 9시 40분으로 갔으며 8 뉴스는 8시 55분, 천년지애는 10시 40분, 그것이 알고싶다는 밤 11시 45분, <사랑과 이별>은 밤 12시 45분, <진기록 팡팡팡>은 오후 5시, 솔로몬의 선택은 5시 50분으로 이동

## 수상
- 2002년 SBS 연기대상 연속극 부문 여자 우수연기상 김지수
- 2002년 SBS 연기대상 뉴스타상 한다감